# Hunte
La Hunte è un fiume tedesco che scorre nel Land della Bassa Sassonia. È un affluente alla riva destra dell'Elba, nella quale sfocia dopo un percorso di 189 chilometri presso Elster.

## Geografia

### Percorso
Il fiume nasce a sud dei Wiehengebirge, sulla falda settentrionale del monte Holzhauser, nelle colline di Osnabrück, a nord di Melle. La località delle sorgenti si trova tra le frazioni di Melle, Oldendorf e Buer e appartiene al parco naturale TERRA.vita.
In un breve attraversamento della valle l'Hunte taglia il "pettine" dei Wiehengebirge tra il Linner Berg (181 m) a ovest e il Piccolo Kellenberg (161 m) e raggiunge a 10 km dalla sorgente il Bassopiano germanico. Presso Burg Wittlage, sul limite orientale di Bad Essen, attraversa, tramite un canale sotterraneo, il Mittellandkanal. Una parte delle sue acque viene immessa nel canale.

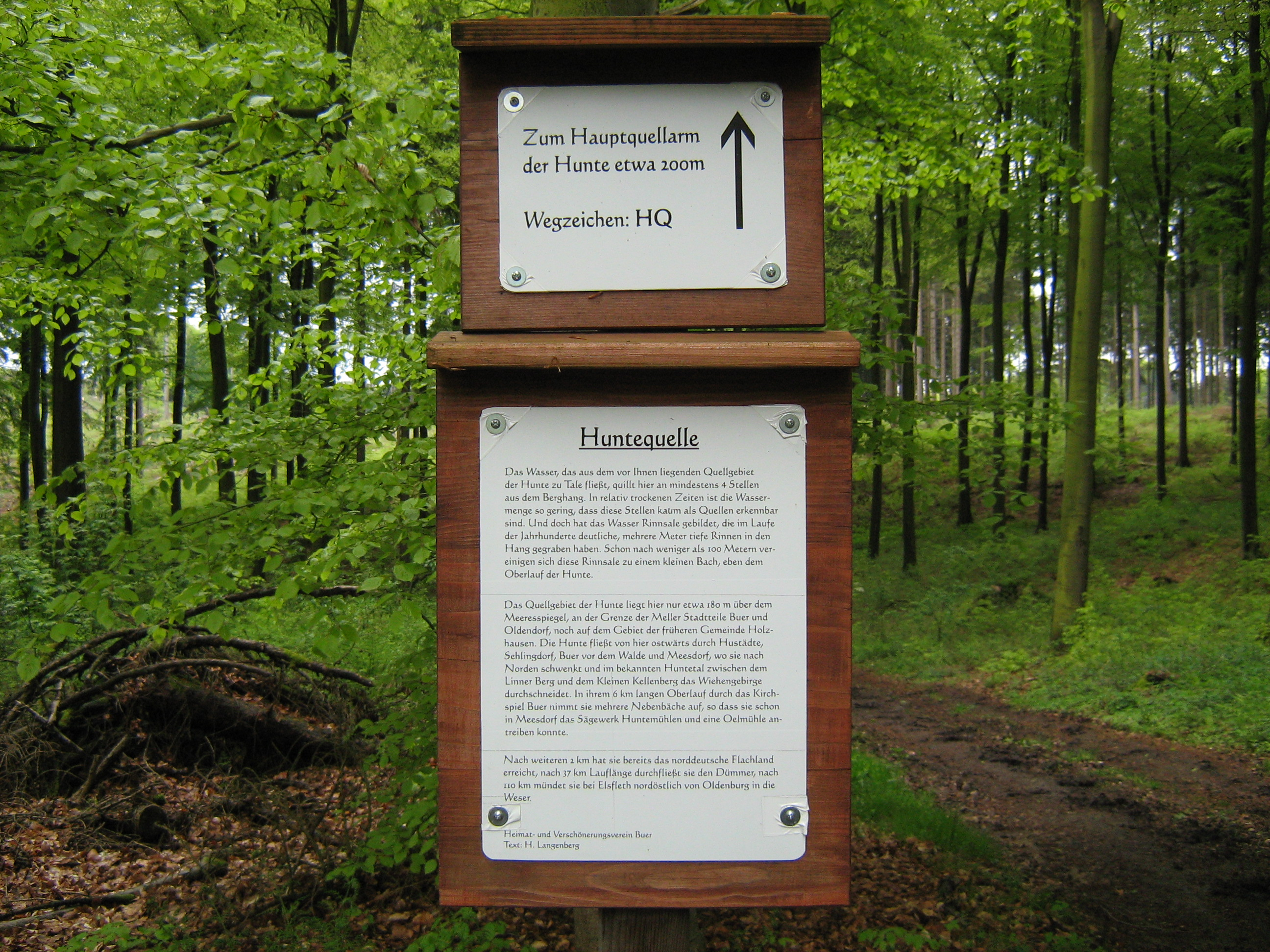
Segnalazione sulle sorgenti della Hunte
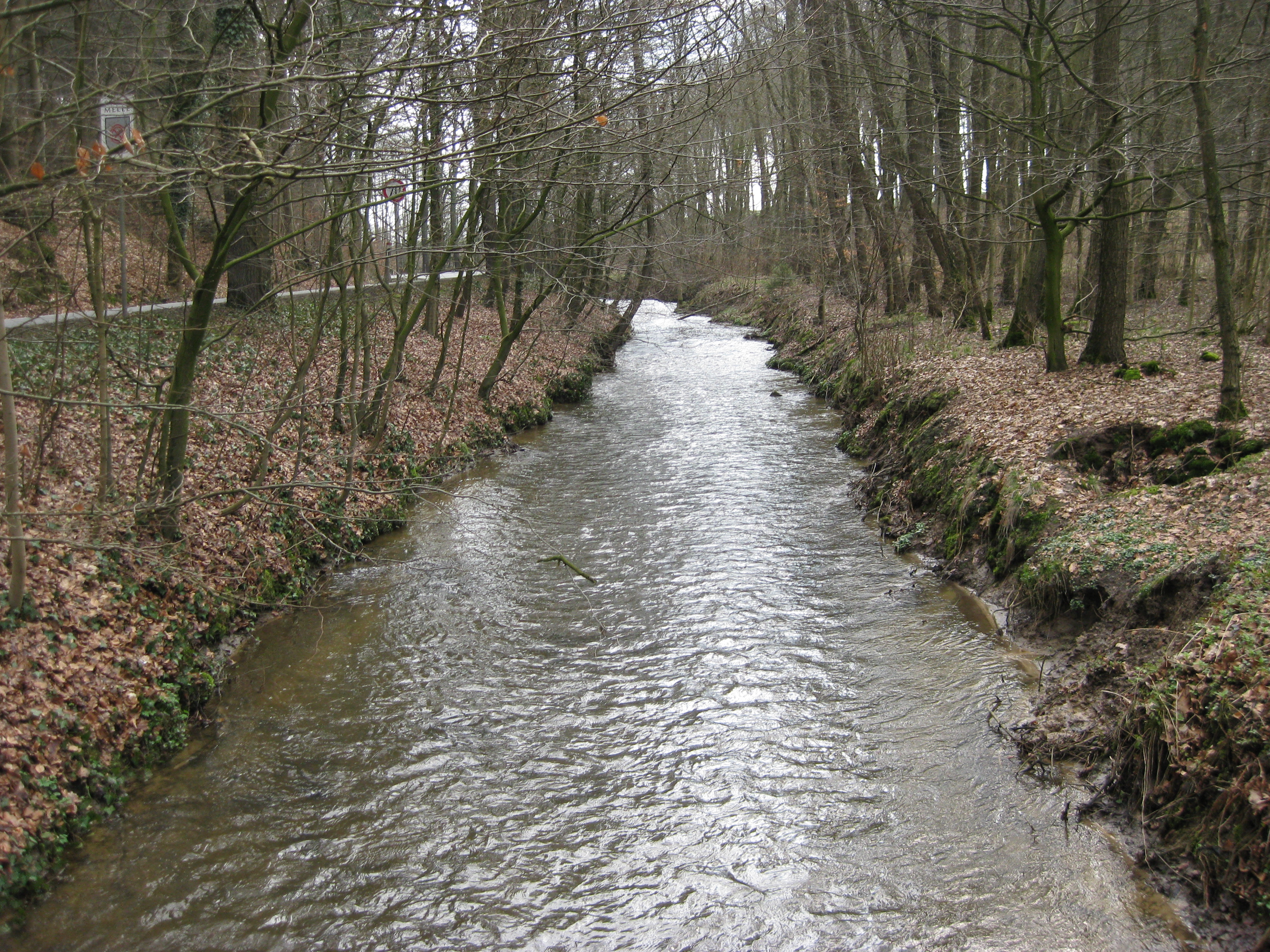
L'Hunte lascia la zona della città di Melle
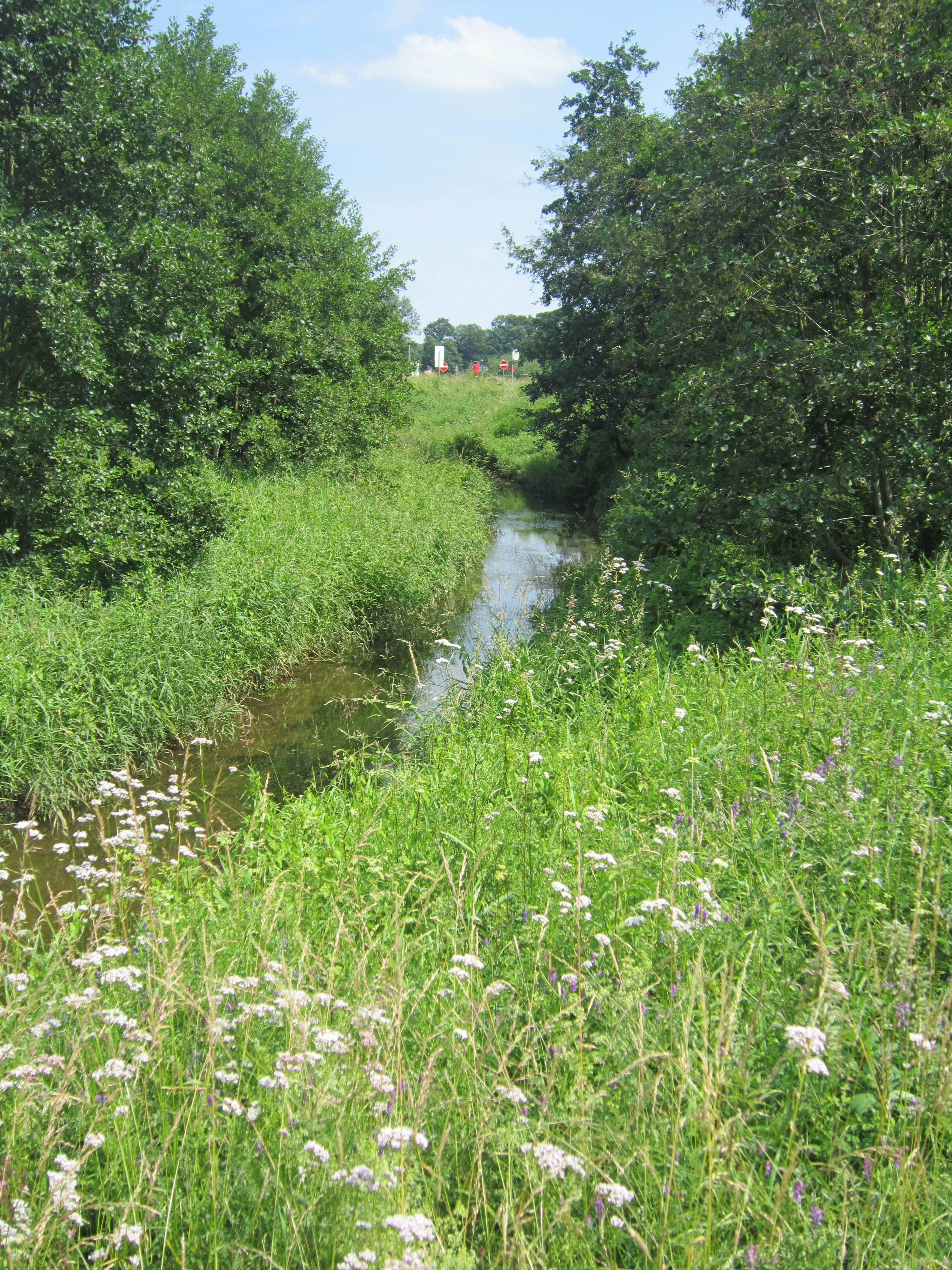
L'Hunte presso il castello di Ippenburg
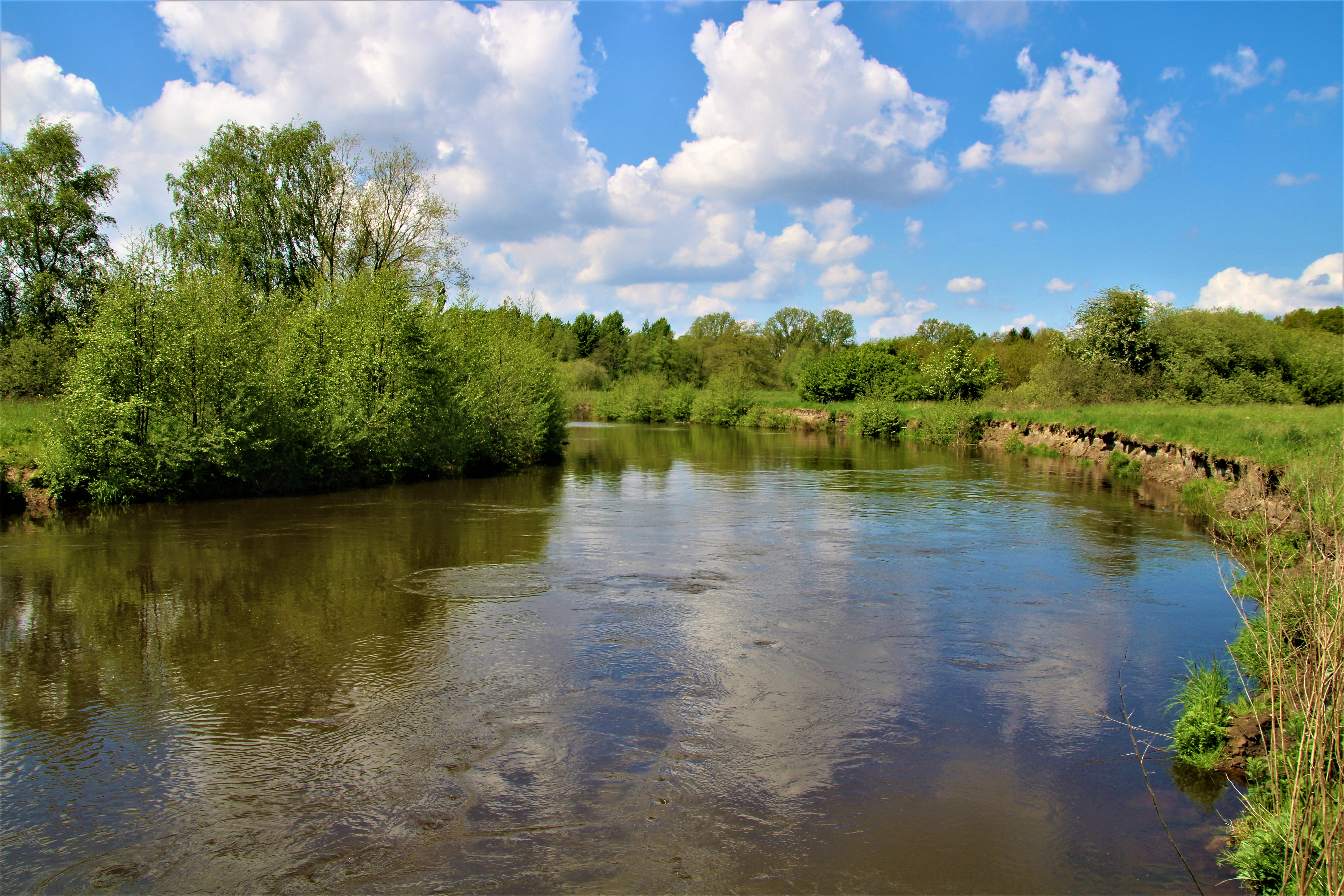
Prolungamento del corso della Hunte realizzato nel 2014 presso Sandhatten
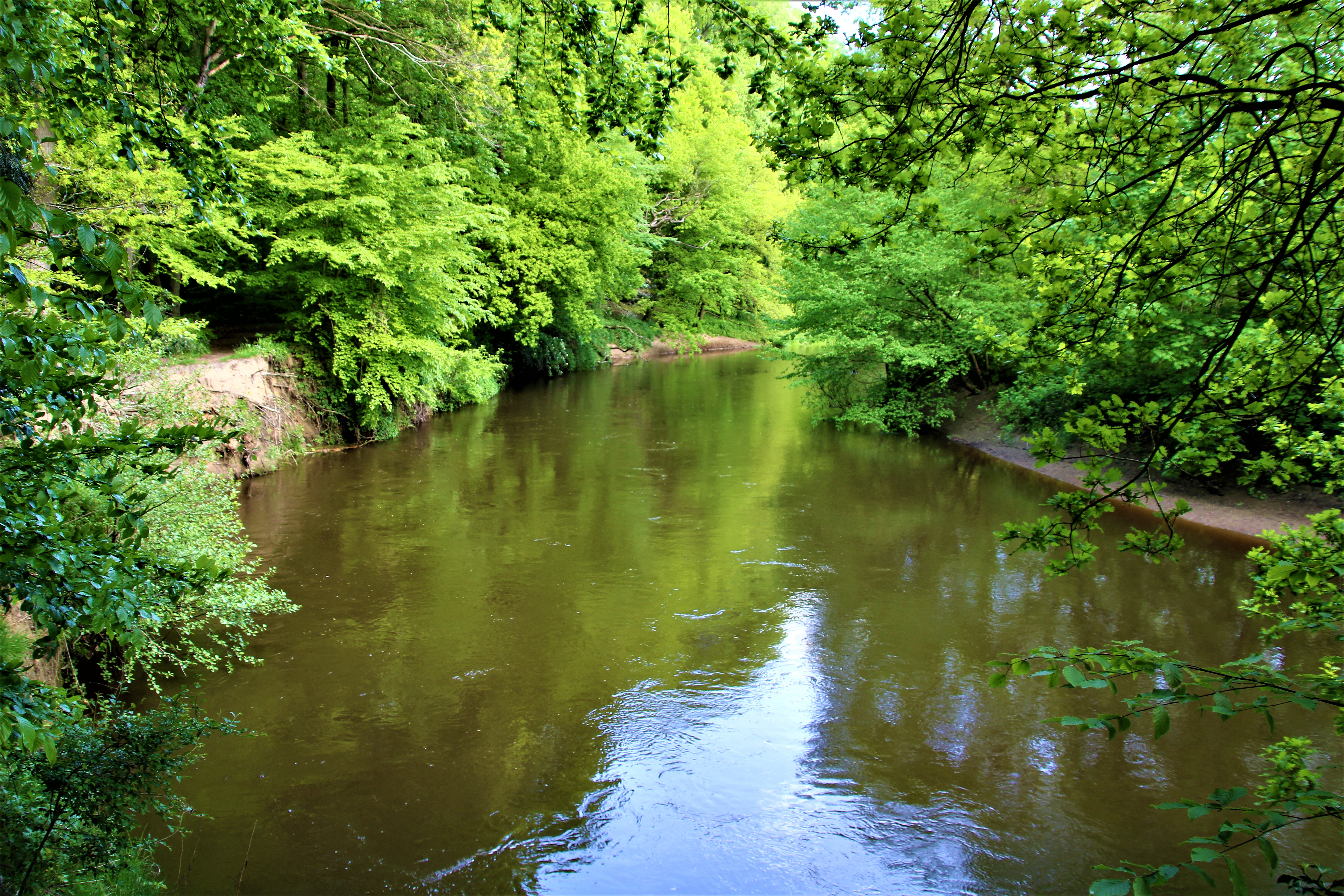
Tratto della Hunte all'altezza della località di Sannum.

Nel Moorgürtel la Hunte scorre attraverso Bohmte e il quartiere che da lei prende il nome, Hunteburg, e infine nel lago Dümmer. Lascia quest'ultimo con due rami principali che si riuniscono a Diepholz. Il ramo occidentale si chiama Hunte, quello orientale viene chiamato Lohne.
Le successive località sulla Hunte sono Drebber e Barnstorf.
Quindi entra nel Parco Wildeshauser Geest dove attraversa Goldenstedt e Wildeshausen e a sud di Dötlingen accoglie le acque dell'Aue.  Attraversa quindi in direzione nordovest la deliziosa depressione a ovest di Osenberge – il cui tratto fluviale è uno dei più belli ed ecologicamente significativi della Hunte.

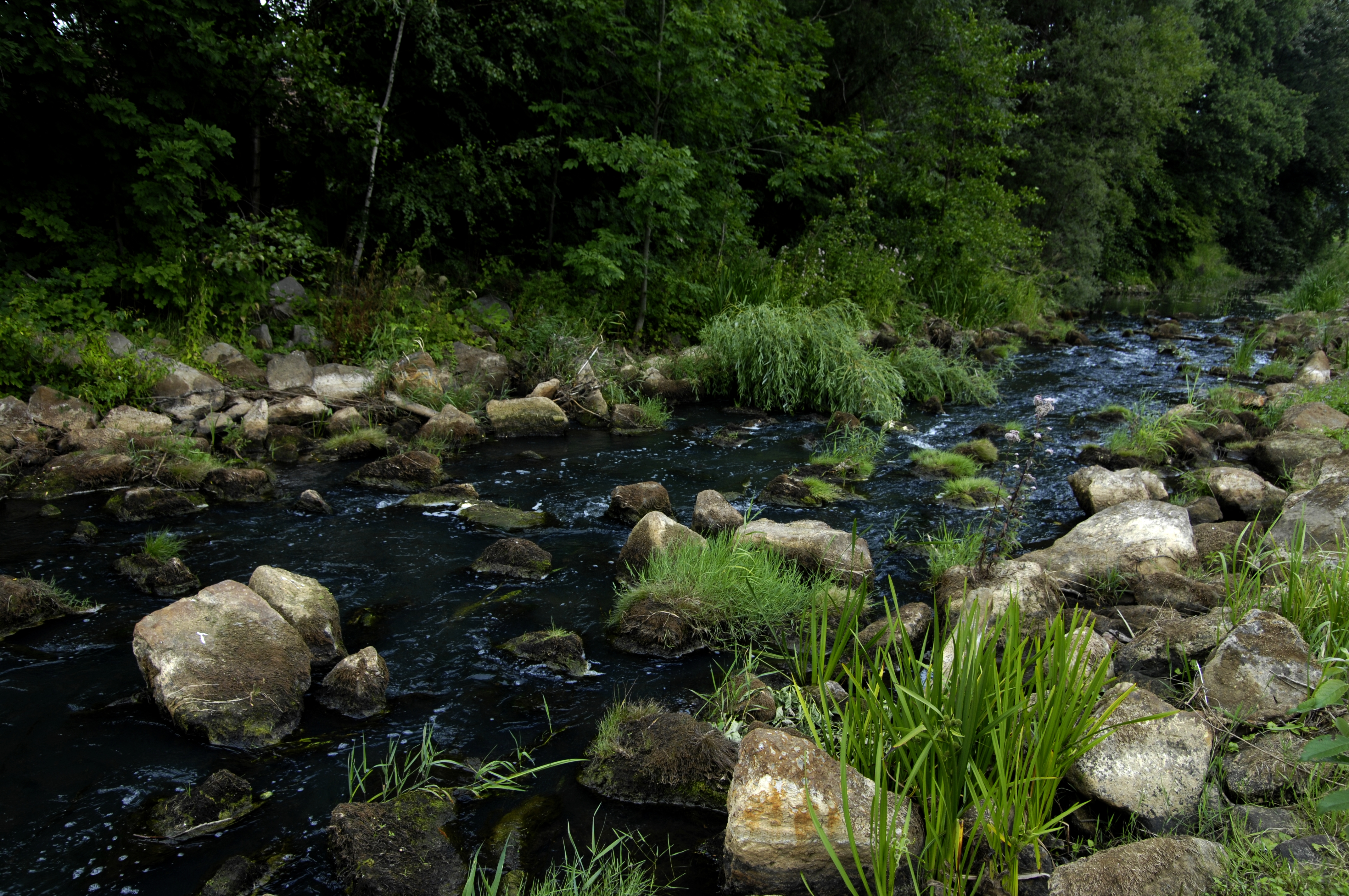
Tratto rinaturalizzato del corso della Hunte a Hunteburg
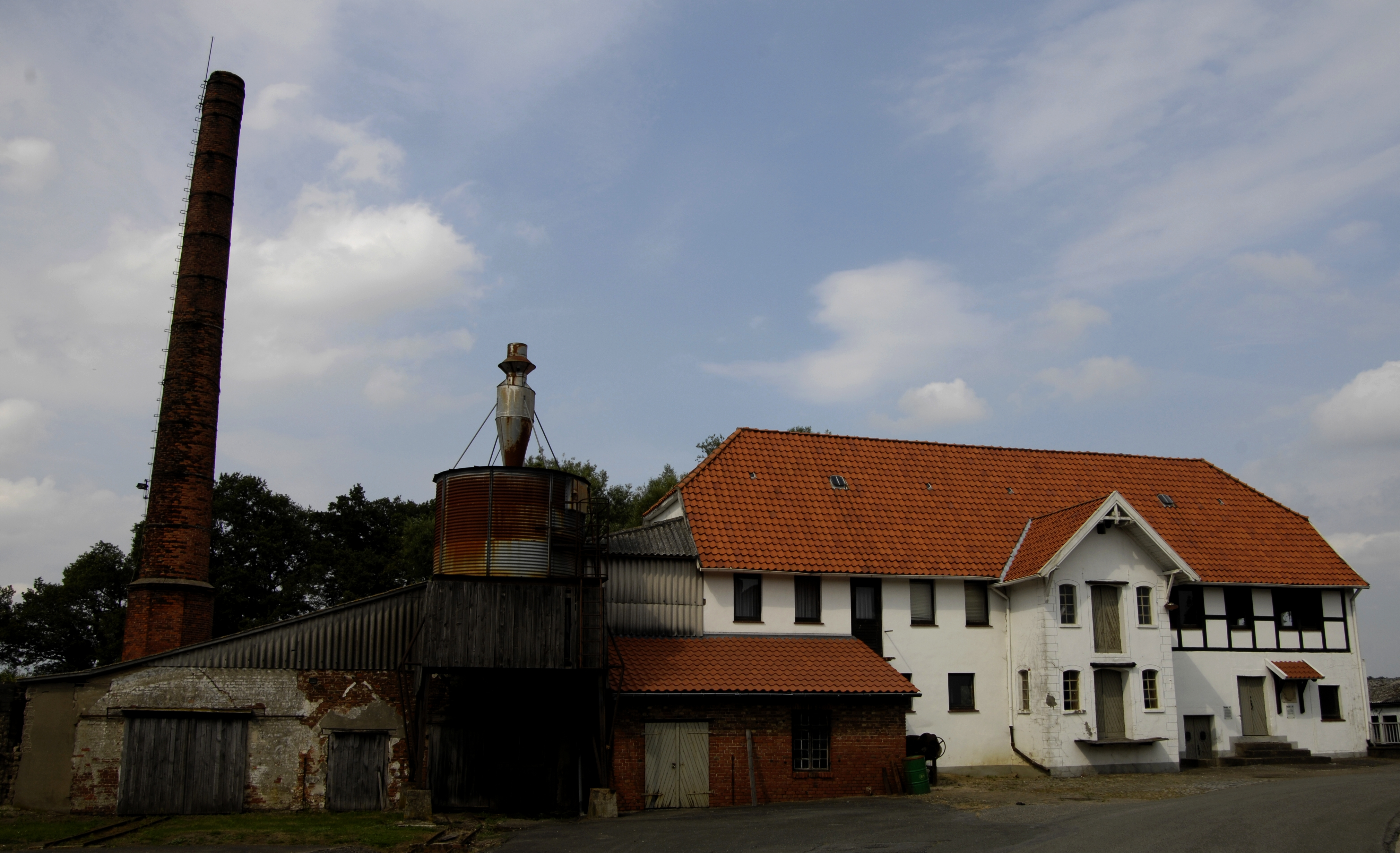
Ex mulino ad acqua sulla Hunte a Hunteburg
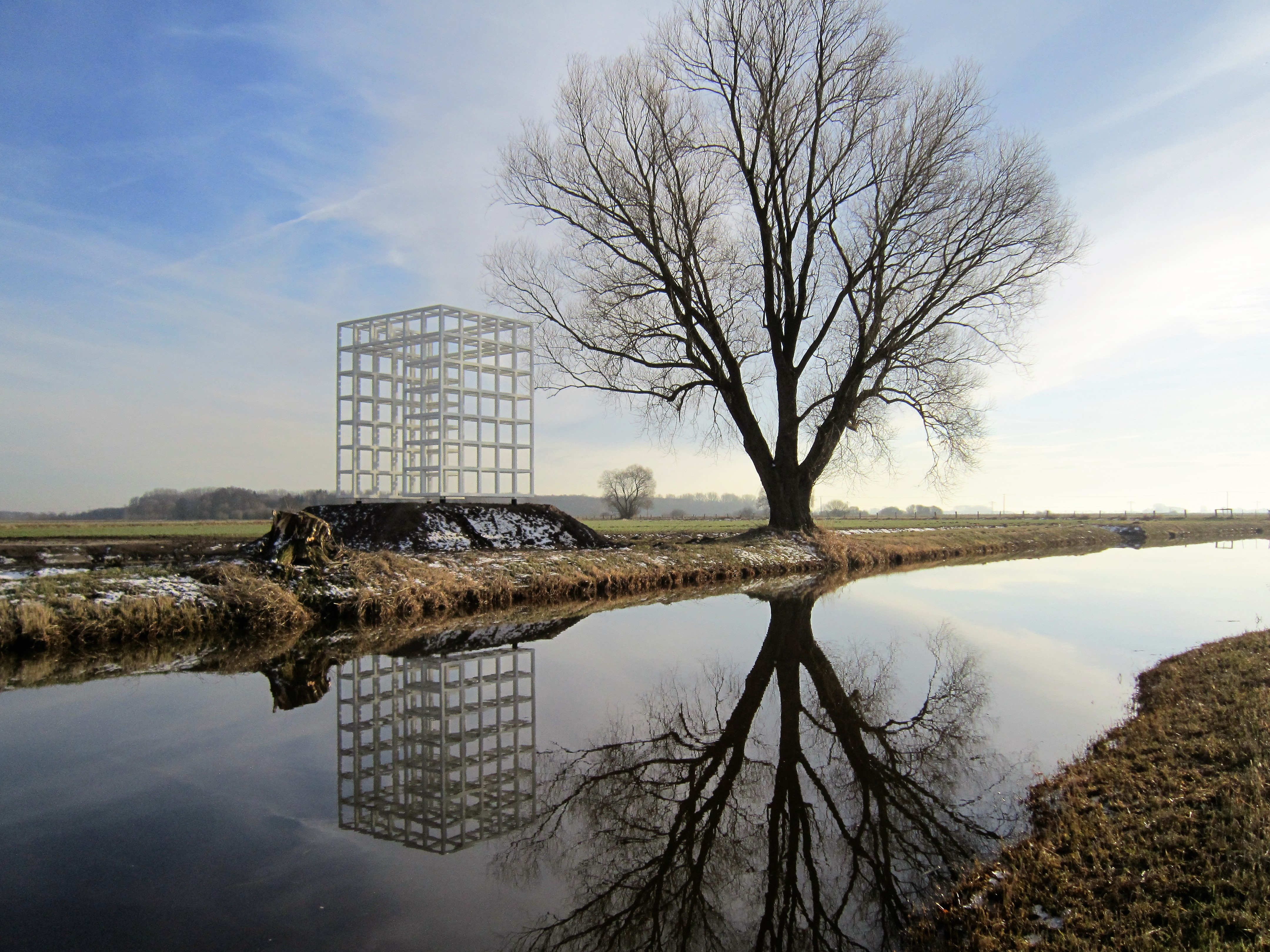
Cubo a grata a sud di Diepholz
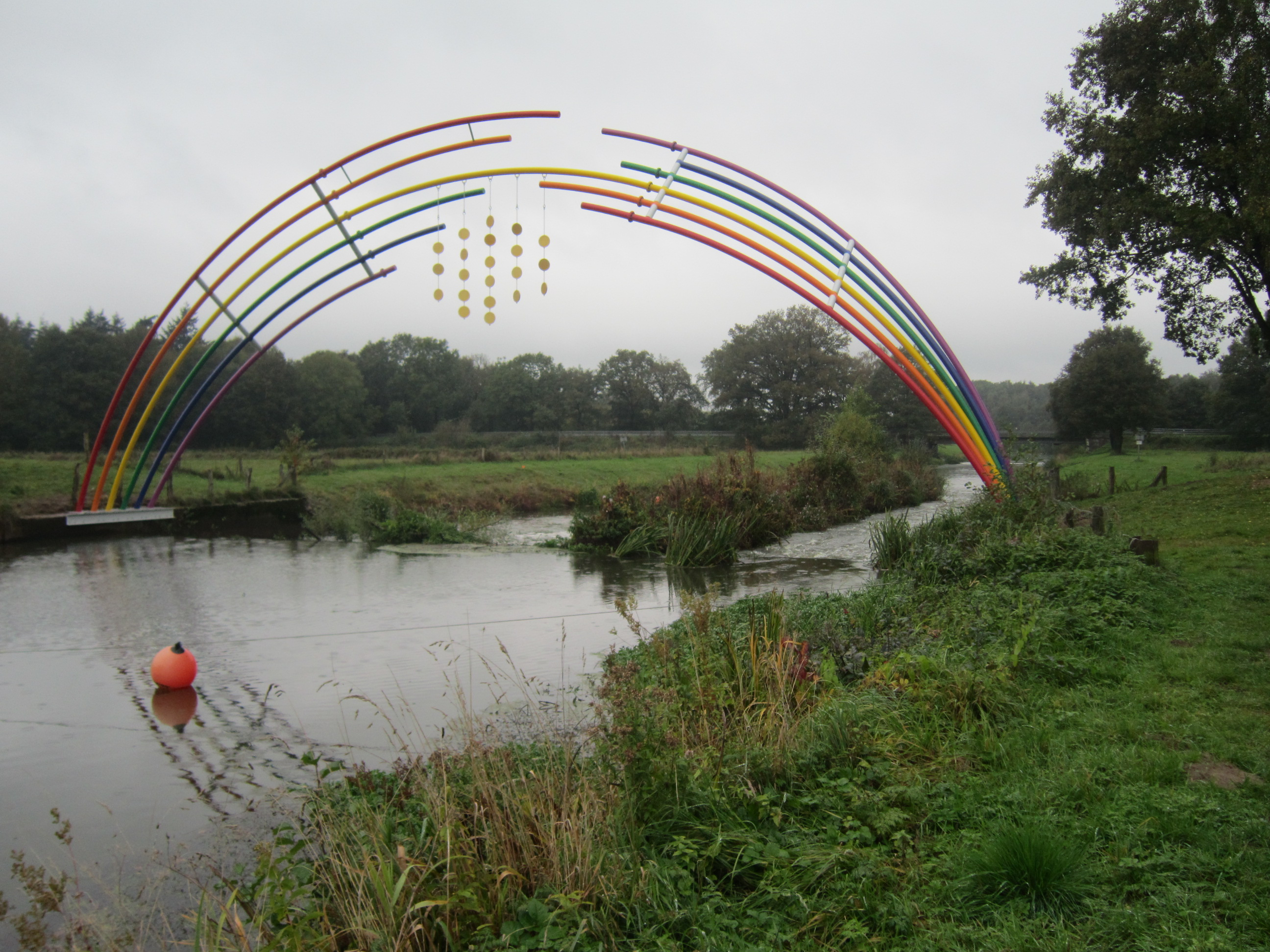
Arcobaleno in acciaio sulla Hunte tra Goldenstedt e Twistringen
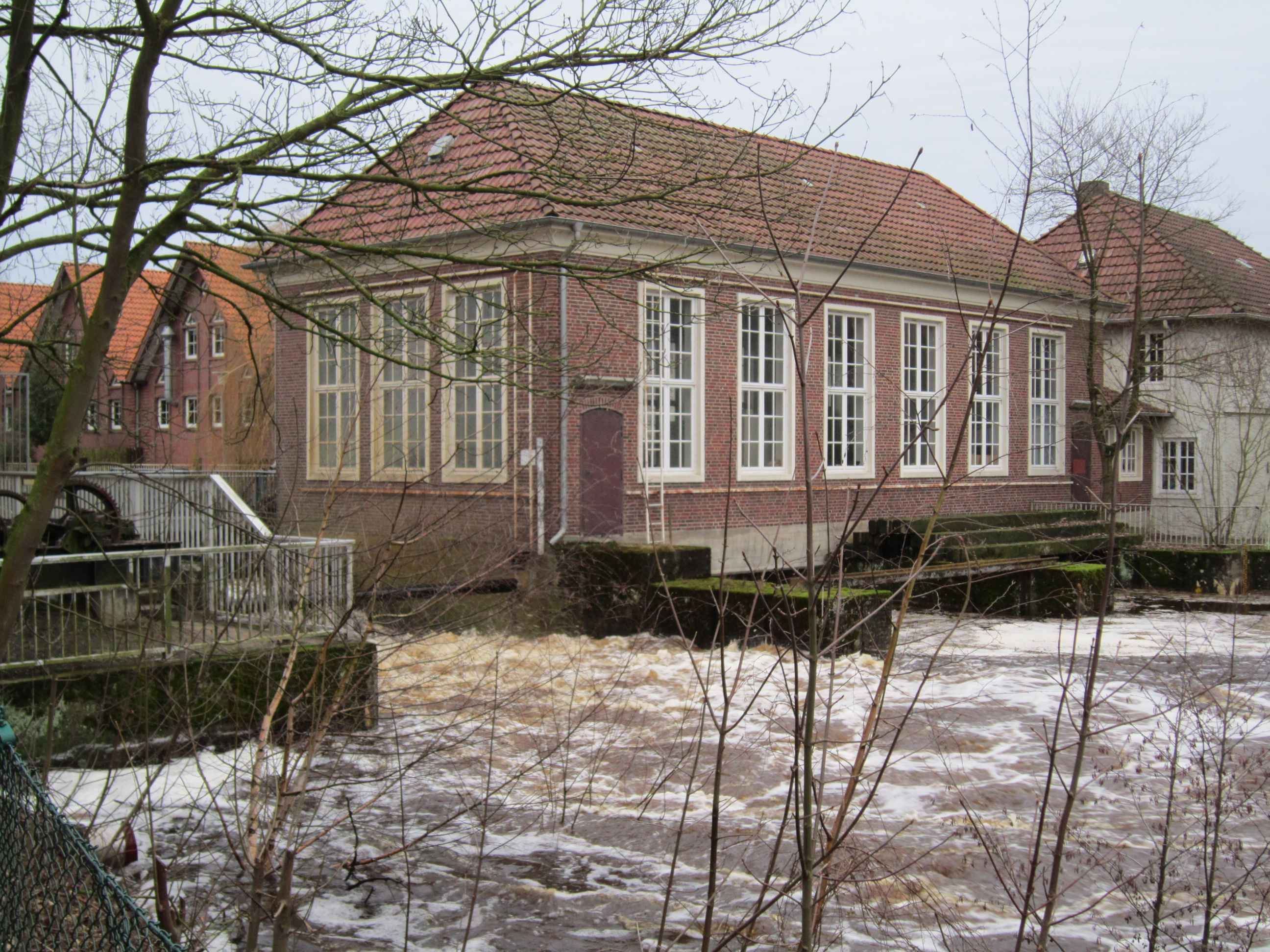
Officina con motrice ad acqua presso Hochwasser
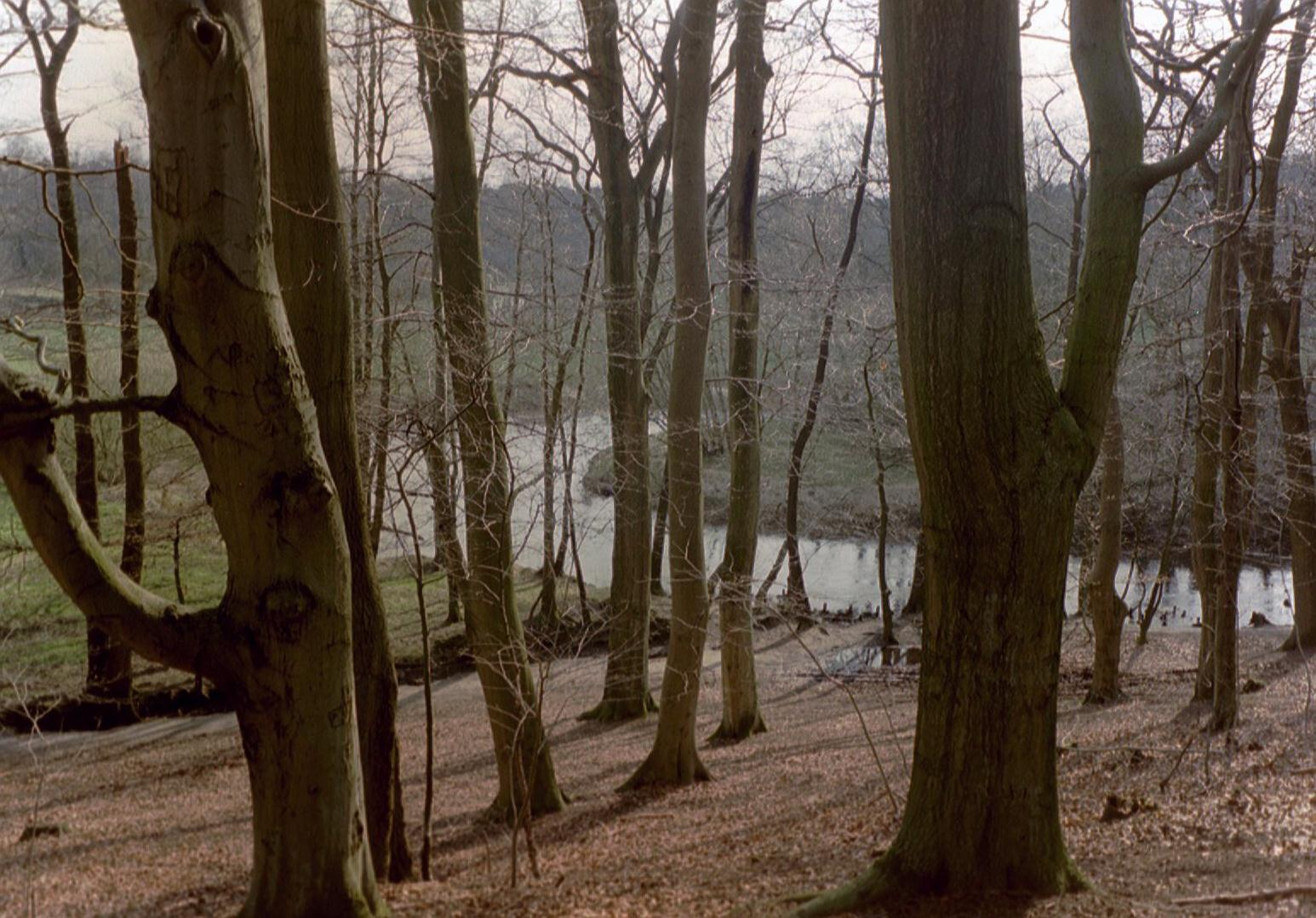
Fitti meandri della Hunte presso Dötlingen

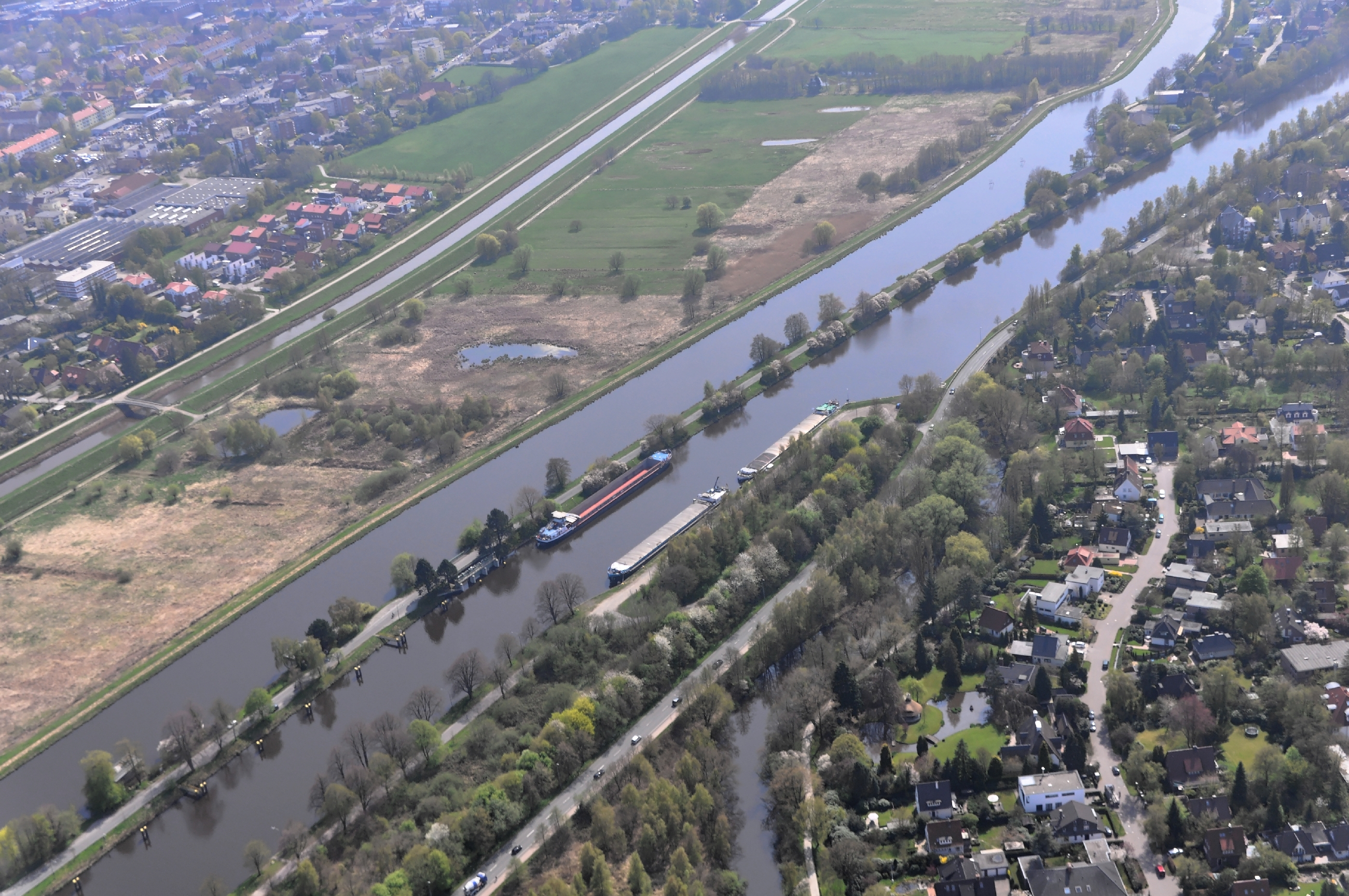
Divisione della Hunte a sudovest di Oldenburg: a sinistra il canale Osternburger, al centro, a sinistra della Nuova Hunte, direttamente di fianco al Küstenkanal, a destra i mulini sulla Hunte

Presso Wardenburg il fiume lascia il Parco naturale Wildeshauser Geest. Una particolarità: la Lethe incrocia la Hunte presso Hundsmühlen e le sue acque vengono condotte attraverso un sottopasso sotto la Hunte. Così succede che la Lethe, benché il suo bacino idrografico si trovi a sinistra della Hunte, confluisca in quest'ultima nel quartiere di Osternburg.
Nella zona meridionale di Oldenburg, a sud del Küstenkanal, la Hunte si divide: la Vecchia Hunte viene condotta da sud a nord tramite un sottopasso presso KüK-km 2,4, a monte della chiusa di Oldenburg, e scorre quindi a nord del Küstenkanals. Sotto la tangenziale furono realizzate grosse opere idrauliche, conclusesi nel 2006. Nel corso della risistemazione del letto del fiume OLANTIS, in questa zona la Vecchia Hunte (che qui oggi viene anche chiamata "Mühlenhunte") ha ricevuto un nuovo, quasi naturale, letto come parte del parco paesaggistico naturale di Mühlenhunte. La Vecchia Hunte scorre infine nel parco di Schlossgarten e lungo la Huntestraße e sotto la Stautor alimenta il Vecchio Porto. Alla Stautor sfocia nella Hunte, provenendo dalla sinistra, il fiume Haaren.
La Nuova Hunte scorre in direzione sudest del Küstenkanal, parallela a questo e sfocia sotto la Realschule di Osternburg, nella Kanaltrasse. Da qui fino al km 0,00 la Nuova Hunte appartiene al Küstenkanal. Al suo inizio la Nuova Hunte si unisce con la Vecchia Hunte al di sotto del Wendehafen. Il ramo del fiume porta il nome di Nuova Hunte poiché il suo letto prima era accostato al canale di nuova costruzione.

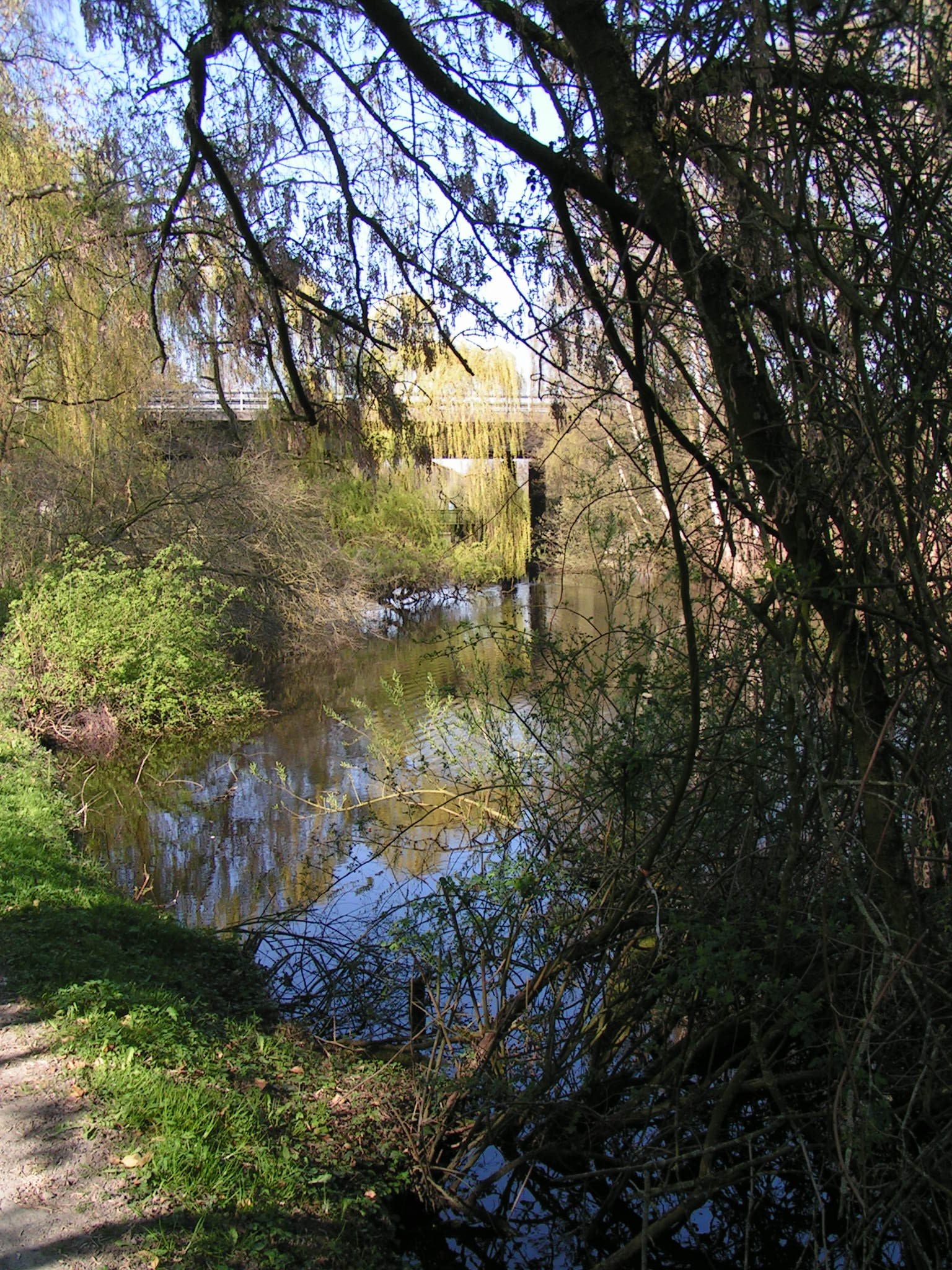
Mühlenhunte sopra la A 28 a Oldenburg
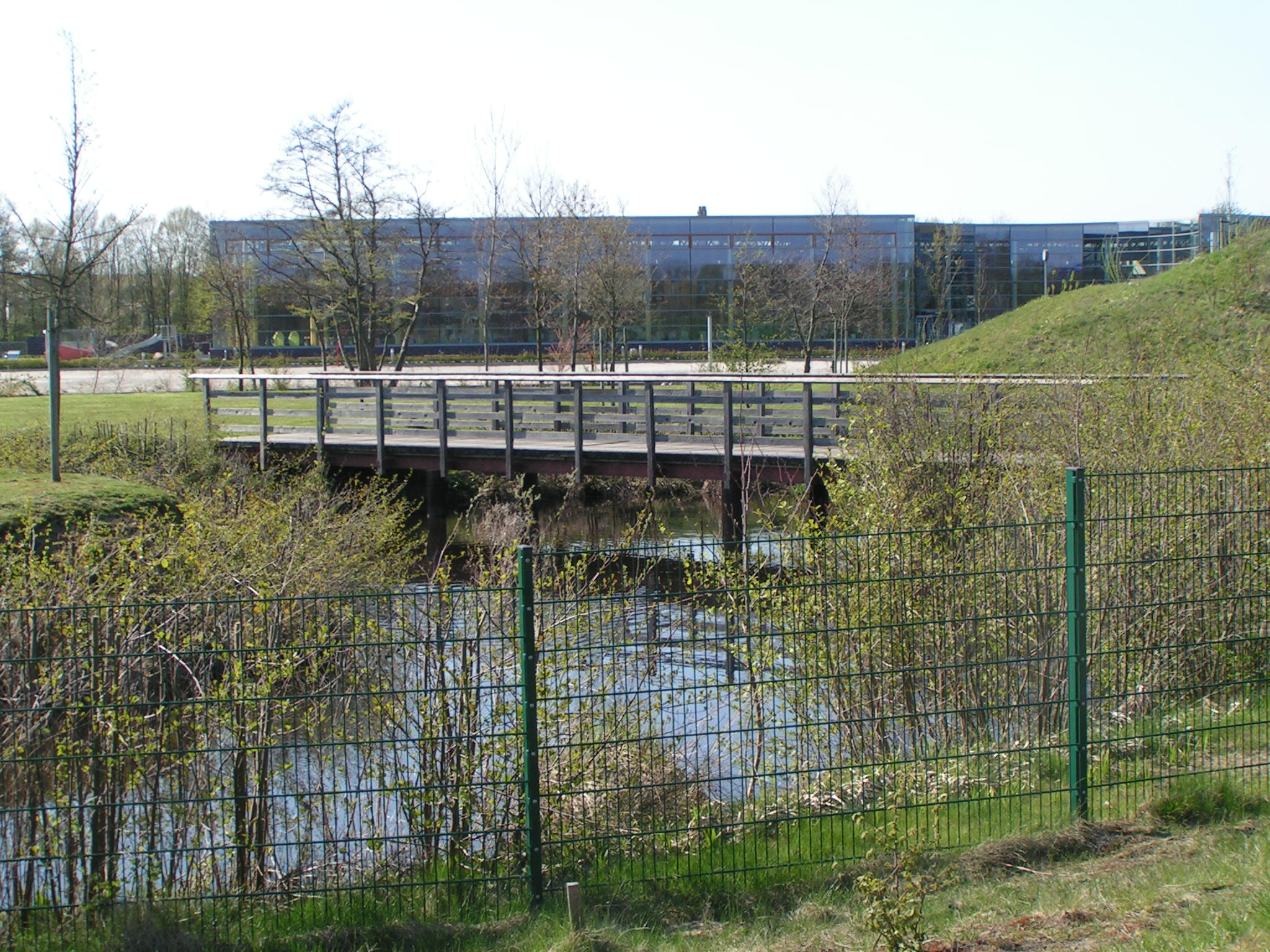
La rinaturalizzata Mühlenhunte sotto la A 28 in Oldenburg, presso la zona dei bagni
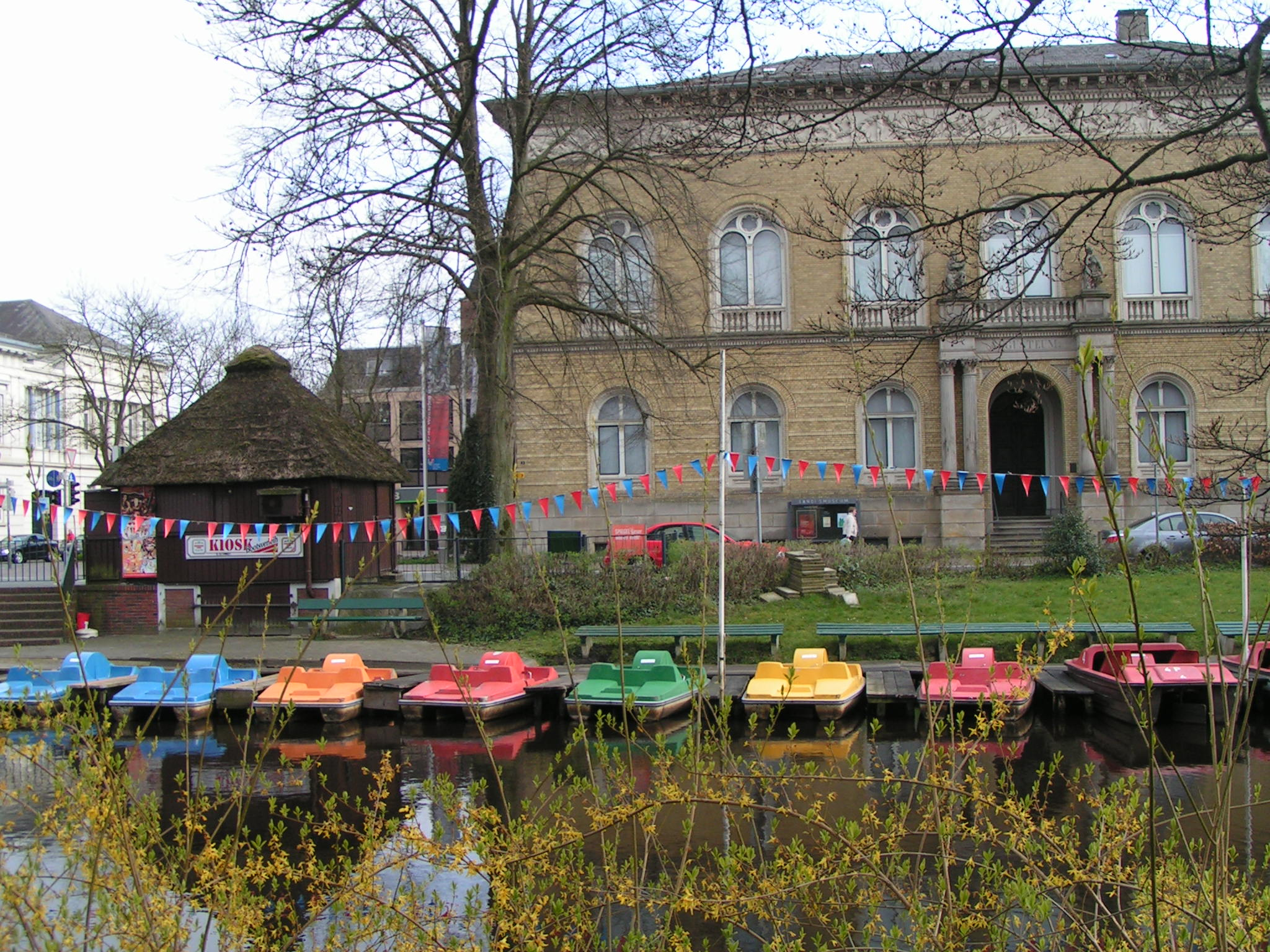
Ormeggi sulla Vecchia Hunte presso il giardino del castello di Oldenburg; sullo sfondo l'Augusteum di Oldenburg
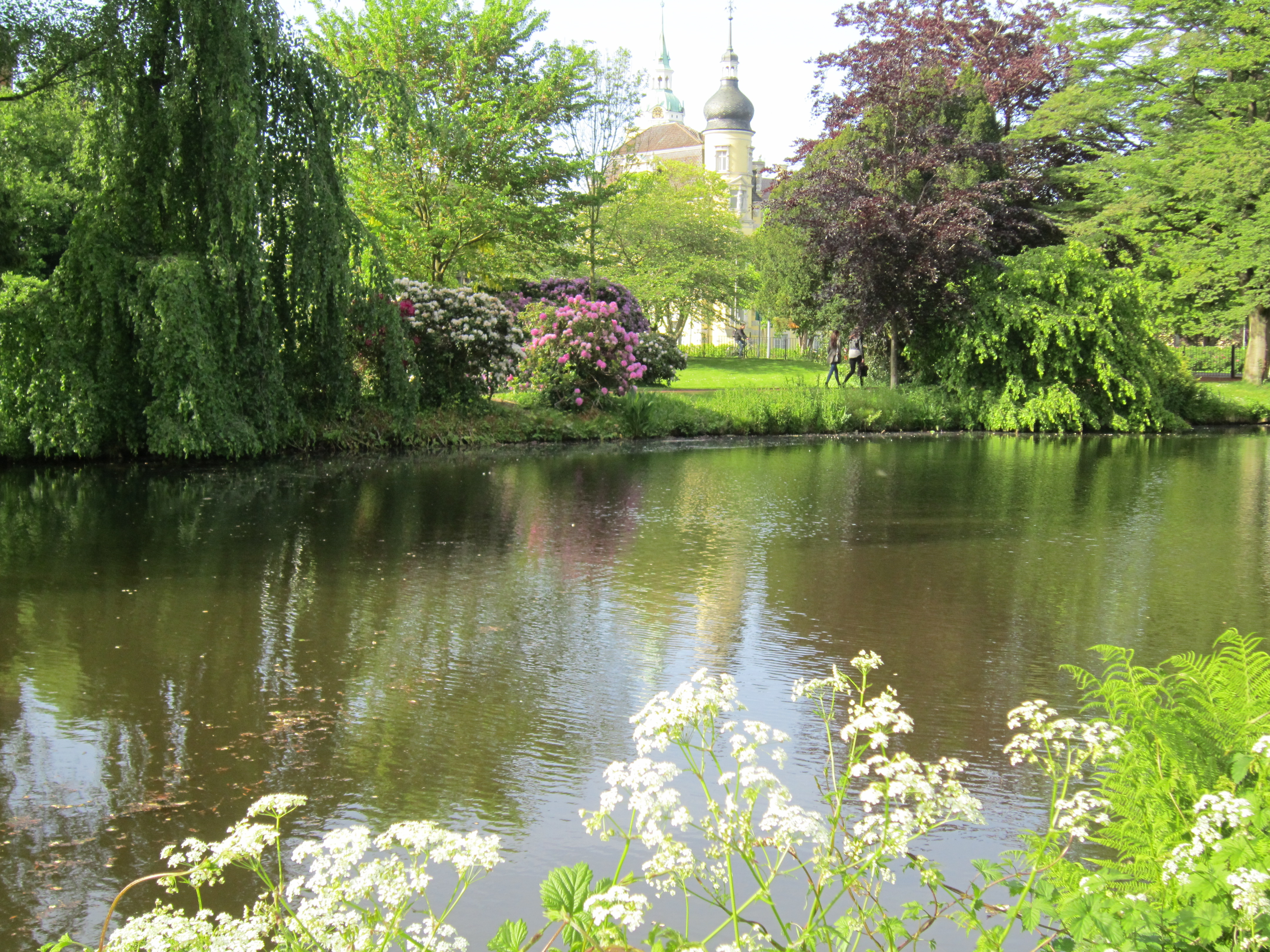
Vista sulla Mühlenhunte e il giardino del castello di Oldenburg
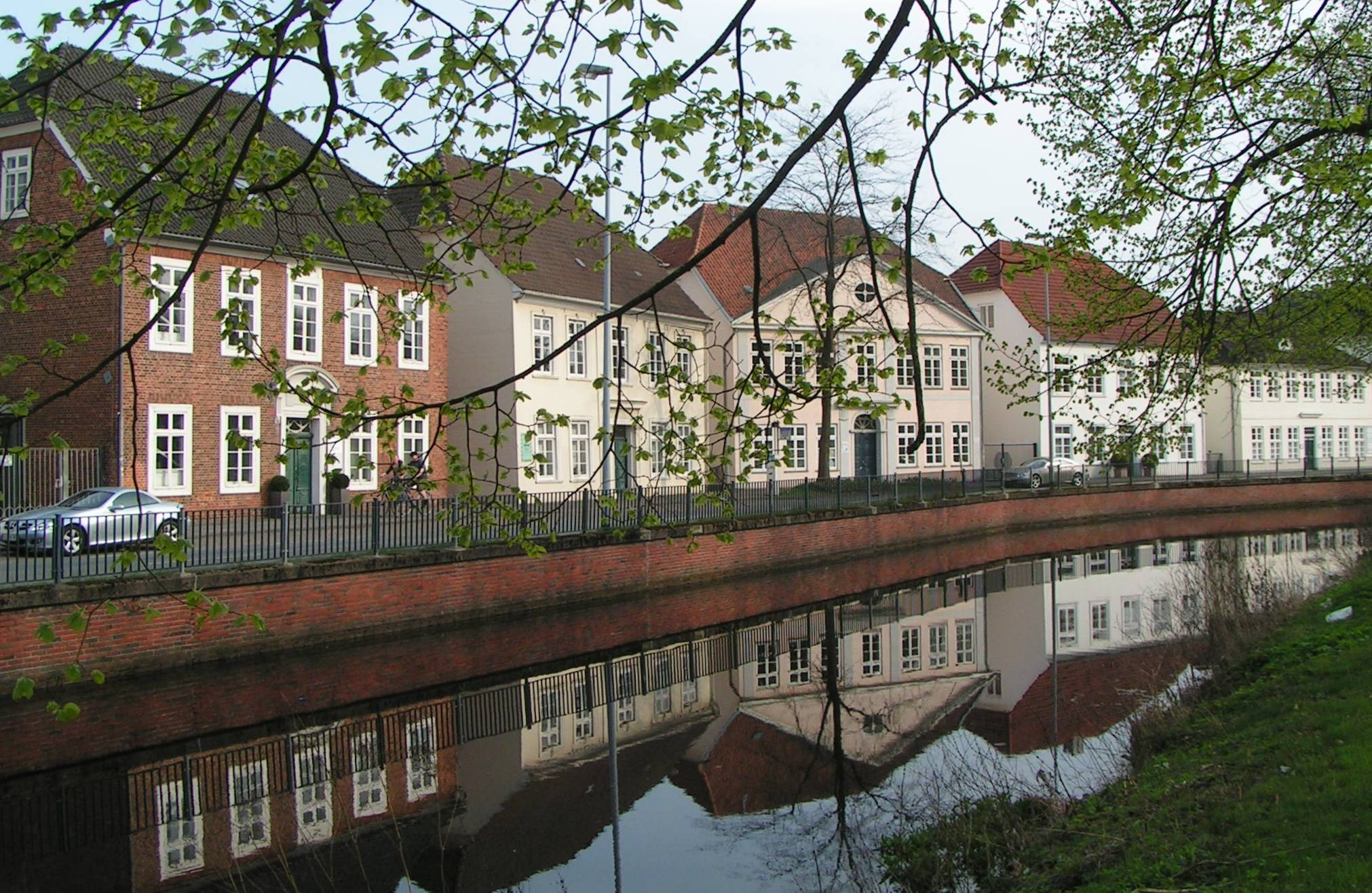
Classicistica schiera di case sulla Huntestraße a margine del centro di Oldenburg

In Oldenburg la Hunte piega verso Nordest e giunge a Marschland. Essa forma all'inizio il confine tra il circondario di Oldenburg e quello del Wesermarsch, qualcosa a valle quindi del confine tra la sudorientale Stedingen e Stadland lungo la baia di Jade.
A sud di Elsfleth sfocia nel Weser. Fino alla fine del XIX secolo la Hunte scorreva a sud di Elsfleth nel ramo del Weser Westergate. Questo era dal suo inizio staccato dal Weser. La parte settentrionale del Westergate fu fin da allora staccata dalla Hunter, cosicché Elsfleth non è più sul Weser, bensì sulla Hunte.

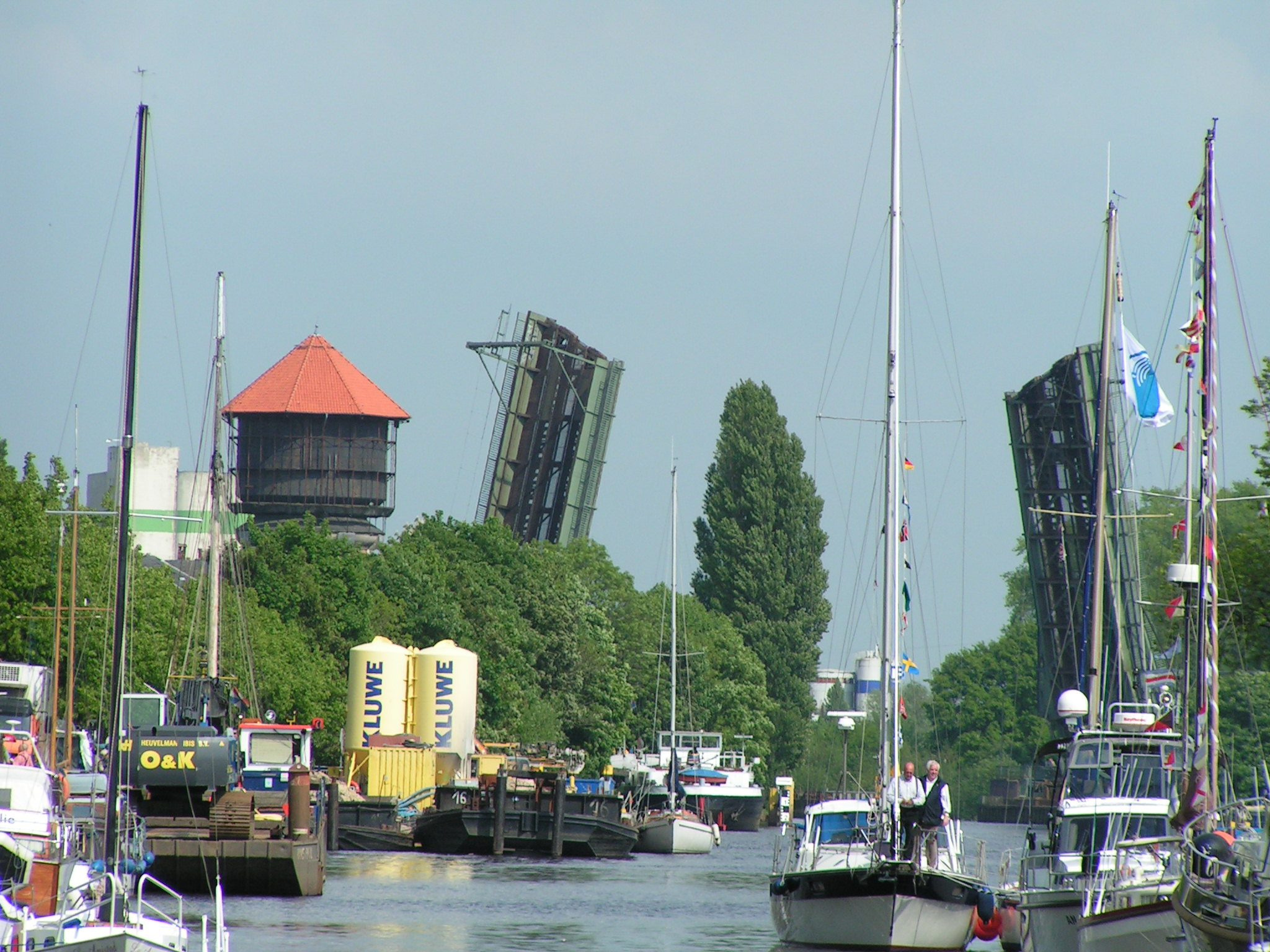
Il Ponte sollevabile sulla Hunte a Oldenburg aperto
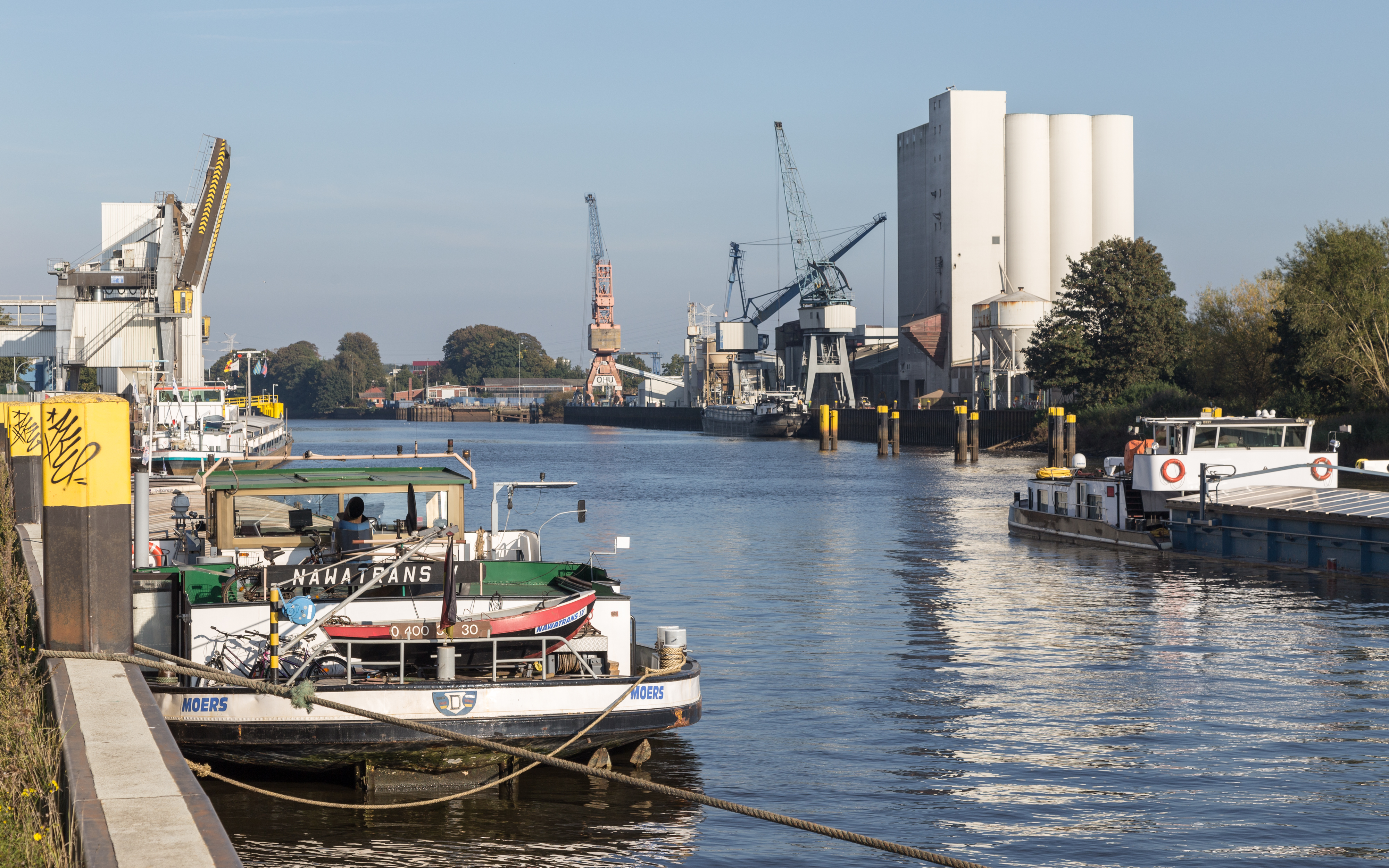
Porto di Oldenburg Nordkaje
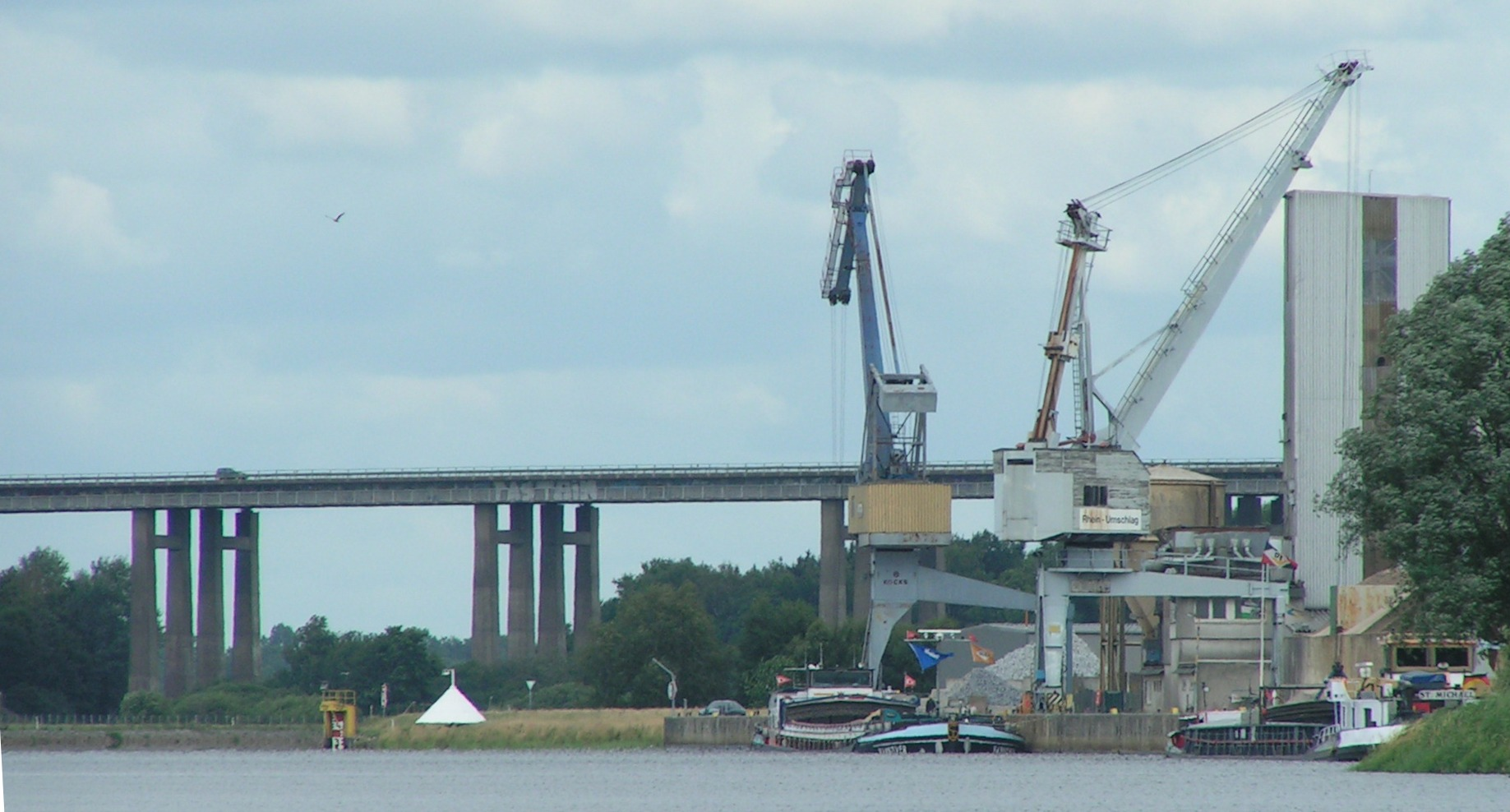
Porto orientale e ponte della A 29 sulla Hunte presso Oldenburg
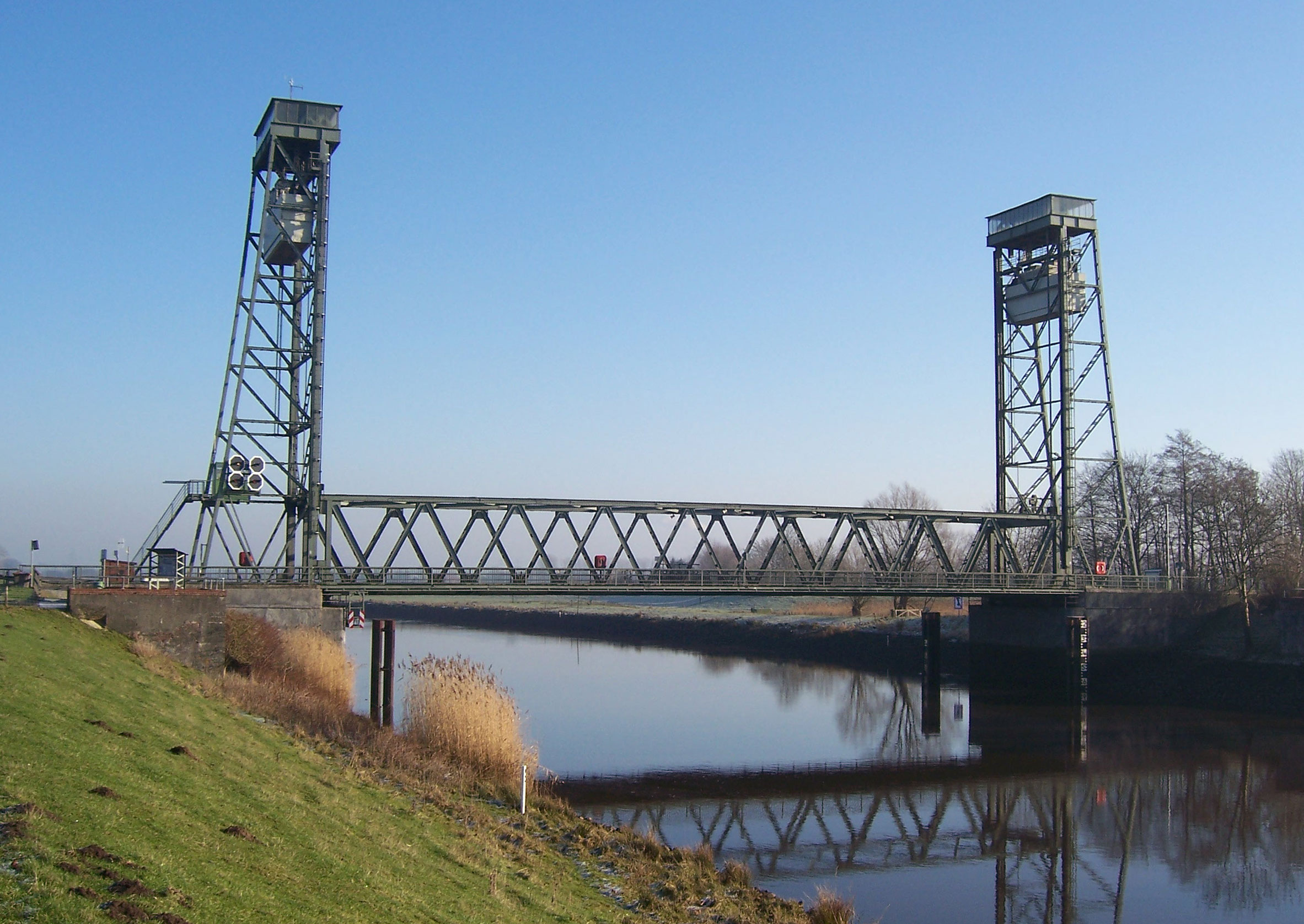
Ponte sollevabile sulla Hunte presso Huntebrück
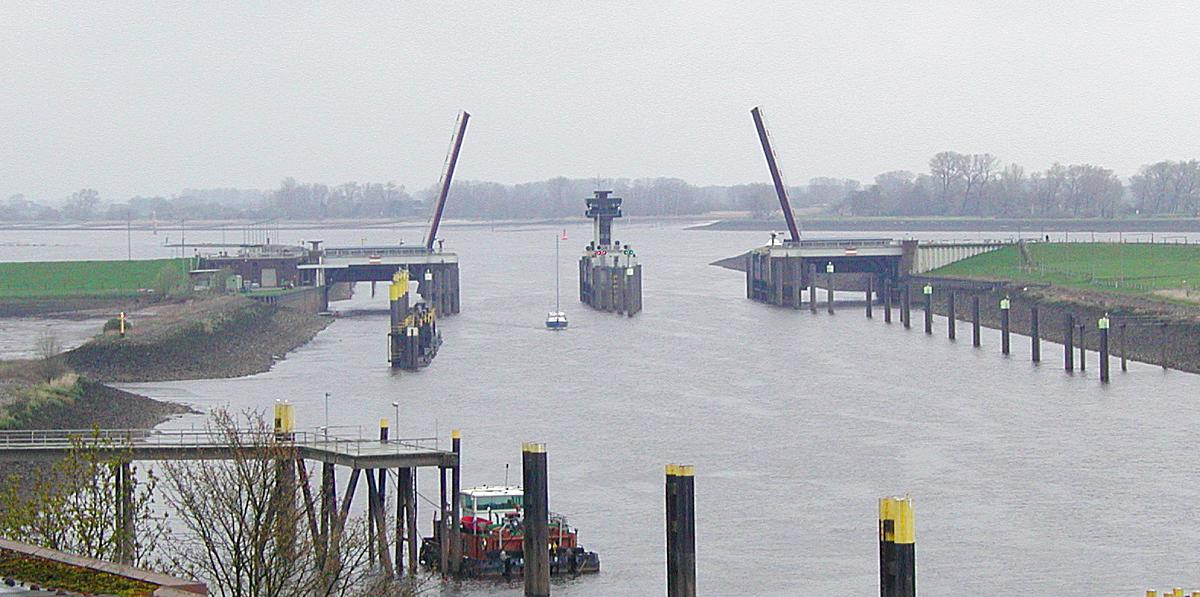
Sbarramento presso lo sfocio della Hunte (in primo piano) nella Weser (sullo sfondo)